# Autopsy (álbum)
Autopsy es un álbum recopilatorio de la banda de hardcore punk Rorschach. Fue lanzado a través de Gern Blandsten Records en 1995. El álbum consta de todas las canciones grabadas de la banda.

## Lista de canciones
| N.º   | Título                                                | Duración |  |
| 1.    | «Pavlov's Dogs»                                       | 2:23     |  |
| 2.    | «In the Year of Our Lord»                             | 2:04     |  |
| 3.    | «Someone» (Cover de Duke Ellington)                   | 2:20     |  |
| 4.    | «Impressions» (Cover de Erroll Garner)                | 1:18     |  |
| 5.    | «Clenching»                                           | 2:05     |  |
| 6.    | «So It Goes» (Cover de Nick Lowe)                     | 1:35     |  |
| 7.    | «Lightning Strikes Twice»                             | 1:45     |  |
| 8.    | «No One Dies Alone»                                   | 3:09     |  |
| 9.    | «My Minds a Vice (And It's Being Cranked Real Tight)» | 0:36     |  |
| 10.   | «Checkmate»                                           | 1:35     |  |
| 11.   | «Exist»                                               | 1:44     |  |
| 12.   | «Oppress»                                             | 3:45     |  |
| 13.   | «Brainhandle»                                         | 1:41     |  |
| 14.   | «Hardware» (Cover de Septic Death)                    | 1:24     |  |
| 15.   | «Bone Marrow Biopsy»                                  | 0:21     |  |
| 16.   | «Laryngitis»                                          | 4:01     |  |
| 17.   | «Synthetic Intelligence»                              | 1:01     |  |
| 18.   | «21st Century Schizoid Man» (Cover de King Crimson)   | 3:26     |  |
| 19.   | «Mandible»                                            | 2:53     |  |
| 20.   | «In Ruins»                                            | 2:24     |  |
| 21.   | «Traditional»                                         | 3:12     |  |
| 22.   | «Drawn and Quartered»                                 | 3:17     |  |
| 23.   | «Shanks»                                              | 3:19     |  |
| 24.   | «Recurring Nightmare #105»                            | 3:47     |  |
| 25.   | «Blinders»                                            | 3:28     |  |
| 26.   | «Hemlock»                                             | 2:17     |  |
| 27.   | «Raw Nerve»                                           | 1:23     |  |
| 28.   | «Skin Culture»                                        | 4:39     |  |
| 29.   | «Cut the Wheel»                                       | 2:34     |  |
| 30.   | «Ornaments»                                           | 4:07     |  |
| 31.   | «My War» (Cover de Black Flag)                        | 3:00     |  |
| 71:00 |                                                       |          |  |